# Милочај
Милочај је насељено место града Краљева у Рашком округу. Према попису из 2022. било је 887 становника.

## Историја
Овде се налази локалитет Горело Поље из бронзаног доба.
Пре Другог светског рата, село је сматрано „озлоглашеним” због честих туча.
У Милочају је штаб имао командант жичких бригада Милорад Миле Васић.

## Демографија
У насељу Милочај живи 873 пунолетна становника, а просечна старост становништва износи 42,9 година (42,5 код мушкараца и 43,3 код жена). У насељу има 296 домаћинстава, а просечан број чланова по домаћинству је 3,67.
Ово насеље је великим делом насељено Србима (према попису из 2002. године), а у последња три пописа, примећен је пад у броју становника.
|  |

| Демографија | Демографија | Демографија |
| Година      | Становника  | Становника  |
| ----------- | ----------- | ----------- |
| 1948.       | 1.298       |             |
| 1953.       | 1.333       |             |
| 1961.       | 1.228       |             |
| 1971.       | 1.191       |             |
| 1981.       | 1.147       |             |
| 1991.       | 1.124       | 1.106       |
| 2002.       | 1.085       | 1.088       |
| 2011.       | 1.019       |             |

| Етнички састав према попису из 2002.‍ | Етнички састав према попису из 2002.‍ | Етнички састав према попису из 2002.‍ | Етнички састав према попису из 2002.‍ | Етнички састав према попису из 2002.‍ |
| ------------------------------------ | ------------------------------------ | ------------------------------------ | ------------------------------------ | ------------------------------------ |
|                                      |                                      |                                      |                                      |                                      |
| Срби                                 | Срби                                 |                                      | 1.073                                | 98,89%                               |
| Црногорци                            | Црногорци                            |                                      | 3                                    | 0,27%                                |
| Хрвати                               | Хрвати                               |                                      | 2                                    | 0,18%                                |
| Бугари                               | Бугари                               |                                      | 1                                    | 0,09%                                |
| непознато                            | непознато                            |                                      | 6                                    | 0,55%                                |

| Година пописа     | 1948. | 1953. | 1961. | 1971. | 1981. | 1991. | 2002. |
| ----------------- | ----- | ----- | ----- | ----- | ----- | ----- | ----- |
| Број домаћинстава | 228   | 241   | 255   | 290   | 298   | 293   | 296   |

| Број чланова      | 1  | 2  | 3  | 4  | 5  | 6  | 7  | 8 | 9 | 10 и више | Просек |
| ----------------- | -- | -- | -- | -- | -- | -- | -- | - | - | --------- | ------ |
| Број домаћинстава | 44 | 59 | 44 | 51 | 39 | 34 | 16 | 6 | 2 | 1         | 3,67   |

| Пол    | Укупно | Неожењен/Неудата | Ожењен/Удата | Удовац/Удовица | Разведен/Разведена | Непознато |
| ------ | ------ | ---------------- | ------------ | -------------- | ------------------ | --------- |
| Мушки  | 444    | 97               | 305          | 26             | 12                 | 4         |
| Женски | 458    | 65               | 313          | 73             | 6                  | 1         |
| УКУПНО | 902    | 162              | 618          | 99             | 18                 | 5         |

| Пол    | Укупно                    | Пољопривреда, лов и шумарство | Рибарство                            | Вађење руде и камена | Прерађивачка индустрија       |
| ------ | ------------------------- | ----------------------------- | ------------------------------------ | -------------------- | ----------------------------- |
| Мушки  | 244                       | 75                            | 0                                    | 0                    | 71                            |
| Женски | 212                       | 130                           | 0                                    | 0                    | 21                            |
| УКУПНО | 456                       | 205                           | 0                                    | 0                    | 92                            |
| Пол    | Производња и снабдевање   | Грађевинарство                | Трговина                             | Хотели и ресторани   | Саобраћај, складиштење и везе |
| Мушки  | 2                         | 13                            | 25                                   | 2                    | 26                            |
| Женски | 1                         | 0                             | 20                                   | 5                    | 1                             |
| УКУПНО | 3                         | 13                            | 45                                   | 7                    | 27                            |
| Пол    | Финансијско посредовање   | Некретнине                    | Државна управа и одбрана             | Образовање           | Здравствени и социјални рад   |
| Мушки  | 1                         | 2                             | 8                                    | 4                    | 10                            |
| Женски | 0                         | 3                             | 3                                    | 4                    | 22                            |
| УКУПНО | 1                         | 5                             | 11                                   | 8                    | 32                            |
| Пол    | Остале услужне активности | Приватна домаћинства          | Екстериторијалне организације и тела | Непознато            | Непознато                     |
| Мушки  | 2                         | 0                             | 0                                    | 3                    | 3                             |
| Женски | 0                         | 0                             | 0                                    | 2                    | 2                             |
| УКУПНО | 2                         | 0                             | 0                                    | 5                    | 5                             |

## Познате личности
- Лепа Лукић, певачица